# Margit Palme

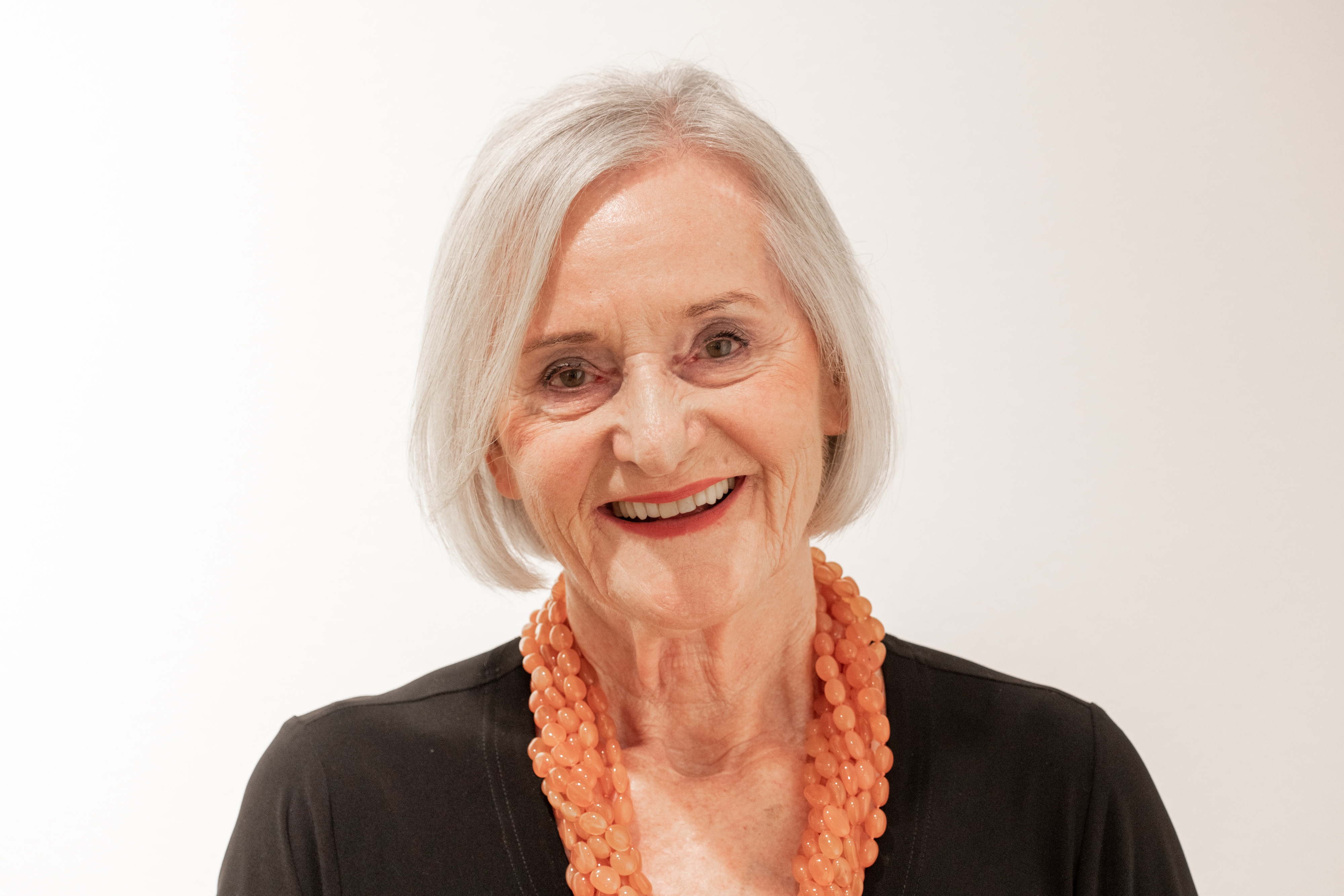
Margit Palme (2022)

Margit Palme (* 11. August 1939 in Amstetten; † 23. Juni 2025 in Linz)  war eine österreichische Malerin und Kunstpädagogin.

## Leben, Ausbildung und Beruf
Nach einem Studium an der Kunstschule der Stadt Linz bei Alfons Ortner, kam Margit Palme durch Alfred Billy mit verschiedenen Drucktechniken in Berührung, etwa Lithographie, Radierung und Aquatinta. 1962 absolvierte sie ein Lithografieseminar bei Slavi Soucek an der Salzburger Sommerakademie und wurde Mitglied der Künstlervereinigung MAERZ in Linz.
Von 1973 bis 1999 unterrichtete sie an der Meisterklasse Textil der Universität für künstlerische und industrielle Gestaltung in Linz.
Ihr Mann war der 2014 verstorbene österreichische Maler und Zeichner Peter Kubovsky. Die gemeinsame Tochter kam 1958 zur Welt. Margit Palme lebte in Linz.

## Werk
Zu den von Margit Palme geschaffenen Werken zählen hauptsächlich Radierungen und Aquatintas (Ätzradierungen). Ihr bevorzugtes Thema war das Bild der Frau.

## Ausstellungen
Einzelausstellungen von Margit Palme fanden in folgenden Galerien statt:
- Galerie MAERZ, Linz (1967, 1970, 1983, 1987, 1991)
- Kleine Galerie des Künstlerhauses, Klagenfurt (1972)
- Hypo-Galerie, Linz (1973)
- Kleine Galerie in der Neudeggergasse, Wien (1975, 1980)
- Galerie Zweymüller, Baden (1976, 1980, 1984, 1990, 1999, 2003, 2005)
- Galerie im Hofstöckl, Linz (1980)
- Galerie Slama, Klagenfurt (1982, 1985, 1988, 1993)
- Villa Toscana, Gmunden (1986)
- Galerie Zauner, Linz (1994, 2000, 2003, 2009)
- Galerie Thiele, Linz (1997, 1999, 2002, 2005, 2010)
- Sports Orthopädisches Krankenhaus Gersthof, Wien (2004)
- Galerie Welz, Salzburg (2006)
- Galerie Manner, Perg (2012)
- Raubkatzen und andere Tiergeschichten, Galerie der Stadt Traun (2022)
- Der Blick, Lentos Kunstmuseum Linz (2024)

Weiters beteiligte sich Palme an zahlreichen an Ausstellungen im In- und Ausland.
Einzelne Werke wurden vom Bundesministerium für Unterricht und Kunst, vom Land Oberösterreich, von der Stadt Linz, vom Kunstmuseum Lentos in Linz, von der Stadt Klagenfurt und vom Land Tirol angekauft. Zahlreiche Werke befinden sich in Privatbesitz. In einer umfangreichen Schenkung stiftete sie 2013 gemeinsam mit ihrem Mann an die 2000 Werke den Museen der Stadt Linz.

## Auszeichnungen
- Preis der 14. Jugendkulturwoche, Innsbruck (1963)
- Preis der Theodor-Körner-Stiftung (1967)
- Stipendium des Landes Niederösterreich (1978)
- Preis des Landes Salzburg beim 18. Österreichischen Grafikwettbewerb, Innsbruck (1982)
- Berufstitel Universitätsprofessor (1999)
- Kulturmedaille der Stadt Linz (2000)
- Heinrich-Gleißner-Preis (2009)[5]
- Alfred-Kubin-Preis – Großer Landespreis des Landes Oberösterreich für Kultur in der Sparte Bildende Kunst (2023)[6]